# Толгский, Александр Васильевич
Алекса́ндр Васи́льевич То́лгский (1880–1962) — протоиерей Русской православной церкви, настоятель храма Илии Обыденного в Москве (1936–1962).

## Биография
Родился в селе Загорново Бронницкого уезда Московской губернии в семье священника Василия Толгского. Младший брат — Николай Толгский (1886—1938), впоследствие прославленный Церковью в лике священномученников.
В 1896 году окончил Донское духовное училище, в 1902 — Московскую духовную семинарию. В 1915 году рукоположен во диаконы, служил в Свято-Харитоньевской церкви в Огородниках, в 1915 году рукоположен в священники. С 1936 года — настоятель храма Илии Обыденного.
В годы Великой Отечественной войны, согласно воспоминаниям прихожан, призывал помогать фронту посильными пожертвованиями. Общиной было собрано 50 тысяч рублей на нужды Красной Армии. Особенно торжественно совершал молебны о даровании победы. В 1944 году в храме было установлено еженедельное молебное пение перед перенесённой сюда иконой Богородицы «Нечаянная Радость», восстановлена риза на этом чтимом образе. Исполнение акафиста отличалось рядом приходских особенностей: так, в частности, музыку к первым икосу и кондаку, как и к припевам акафиста написал регент храма В. А. Хлебников.
Протоиерей Александр Толгский скончался 15 апреля 1962 года в 4 часа утра, перед воскресной литургией. Отпевание возглавил патриарх Алексий (Симанский).
Похоронен на Введенском кладбище.

Отец Александр всегда любил произносить слова архангельского приветствия Пресвятой Деве: «Радуйся» пред Ее чудотворным образом, столь приятное Богоматери, и не случайно он умер после праздника «Похвалы Пресвятой Богородице». Если представить себе икону «Похвалы Пресвятой Богородице», то Богоматерь пишется, окруженная теми, кто как-нибудь проповедовал или пророчествовал о Ней. И вот в этот венок Пресвятой Деве вплелся еще один цветок.— митрополит Пимен (Извеков), слово на парастасе по протоиерею Александру Толгскому